# 王茂祥
王茂祥（1959年—），男，吉林通化人，中华人民共和国企业家，曾任长春长生董事长，中华全国工商业联合会常务委员，中华海外联谊会常务理事，第八、九、十届全国政协委员，现任茂祥集团董事局主席。